# Sonpur (Bihar)
Sonpur (auch Sonepur; Hindi: सोनपुर, Sonapur) ist eine Stadt im ostindischen Bundesstaat Bihar. Sie liegt im Distrikt Saran und hat 33.389 Einwohner (2001) (3.355 im Jahr 1901), wovon 53,4 % Männer ausmachen und 47,6 % Frauen. Der Alphabetisierungsgrad liegt bei etwa 60 % (indischer Durchschnitt: 59,5 %), mit 70 % bei Männern und 48 % bei Frauen.
In Sonpur befindet sich auch ein Abteilungshauptquartier der East-Central-Railway-Division der indischen Staatsbahnen. Die Bahnstation verfügt über einen der längsten Bahnsteige der Welt (etwa 736 m lang).
Sonpur ist bekannt für seinen 15 Tage andauernden Viehmarkt Sonpur Mela (ursprünglich v. a. Elefanten und Pferde), der zur Zeit des Mogul-Kaisers Aurangzeb von Hajipur ans andere Ufer des Flusses Gandak nach Sonpur verlegt wurde. Der Markt selbst wird am Ufer des südlich der Stadt gelegenen Flusses Ganges abgehalten, wo Pilger den Markt auch dazu nutzen, um am Hariharanath Mahadeo Tempel Pujas durchzuführen, da der Tempel dem Glauben nach durch den Gott Rama auf seinem Weg zum Hof von König Janaka erbaut wurde.